# Autoroute A88 (France)
Pour les articles homonymes, voir A88.
L'autoroute A88 est une autoroute française qui relie Falaise à l'A28 (Sées) depuis son inauguration le 26 août 2010. Elle double l'ancienne RN 158 (actuelles RD 658 dans le Calvados et RD958 dans l'Orne).
Elle est concédée à la société Alicorne (Autoroute de liaison du Calvados et de l'Orne).
L'autoroute doit être prolongée à terme entre Falaise et Caen si la RN 158 était mise aux normes autoroutières. C'est pourquoi l'A88 commence provisoirement à la  11 Falaise ouest (les sorties 1 à 10 étant situées sur la RN 158).

## Histoire
Le premier tronçon entre l'A28 (Sées) et Argentan sud est mis en service le 26 novembre 2007, suivi d'un second de 30 km entre Argentan et Falaise le 27 août 2010.

## Projet
La voie rapide Caen - Falaise (gratuite) ne deviendra A88 que lorsque la mise aux normes autoroutières de la RN 158 sera achevée avec notamment la création d'une voie de substitution pour véhicules lents entre Rocquancourt (RD 41) et la Jalousie et entre Cauvicourt et Grainville-Langannerie (RD 658) qui viendront à terme boucler la RD 658 (De Soliers à La Hoguette), et de l'aménagement d'une bande d'arrêt d'urgence entre La Jalousie et Rocquancourt.
Les travaux sont menés par la D.I.R NORD OUEST :
- Caen - Falaise par la RN 158 : travaux de mise aux normes autoroutières.
- Déviation de Falaise : mise en quatre voies d'une partie de la RD 658 A (qui redevient RN 158 puis deviendra A88) et construction d'un deuxième viaduc enjambant la vallée de l'Ante ; ouvert le 16 octobre 2007.
- RN 814 - Rocquancourt : mise aux normes autoroutières (mars 2008).
- En juin 2009, un barreau à la hauteur de Rocquancourt est ouvert entre la future A88 et la déviation de la RD 562. C'est un élément du futur contournement sud de Caen : 14 avril 2008, qui reliera à terme les autoroutes A13 à A84 via l'A88.
- Depuis juin 2012, à Falaise, l'itinéraire agricole nommé RD 658A, est en service entre la RD 6 et la RD 511[2].
- Depuis le 6 novembre 2012, la voie de substitution est en service entre la RD 229 et la RD89. Son profil en travers comprend une chaussée de 7 mètres et deux bandes multifonctions de 1,50 m.

## Radio-info trafic
L'Info trafic de l'A88 (sur le secteur Falaise-Sées) est assurée par la radio Normandie Trafic, celle-ci est émet sur la fréquence 107.7 FM. Elle a été créée par Normandie FM pour Alicorne.
Sur la N158 (tronçon non payant), l'info trafic est assurée par la radio publique France Bleu Normandie (Calvados - Orne) qui émet sur la fréquence 102.6 FM.

## Sorties
Le kilométrage commence à partir de l'A28.

### RN 158
Section non-concédée à DIR Nord-Ouest et gratuite.
- Carrefour giratoire entre Route de Falaise (ex-N158), N158 et Périphérique de Caen ( 13 Porte d'Espagne) de la Porte d'Espagne ( Échangeur entre Boulevard périphérique de Caen et RN158) :  
  - Route de Falaise : Caen, Parc d'Activités Porte Sud, Zone d'Activités Porte d'Espagne, La Plaine, Complexe Sportif Pierre Mendes France
  -  N814 Périphérique Ouest ( 13 Porte d'Espagne) :  Rennes, Flers, Cherbourg, Aéroport Carpiquet
  -  N814 Périphérique Est ( 13 Porte d'Espagne) :  Paris, Mondeville, CHU, CHR, Car Ferry
  -    Début de la voie express N158
- 1 Centre Commercial : Centre Commercial, ZA Rocade Sud
  -  Périphérie de Caen.
- 2 Ifs : Ifs, Zones d'Activités Object'Ifs Sud
  -  Fin de périphérie de Caen.
- 3 Hubert-Folie (RD 89) : Soliers, Bourguébus, Saint-Martin-de-Fontenay, Saint-André-sur-Orne, Hubert-Folie
- RD 562B  Échangeur entre RN 158 et RD 562B (sens Caen-Falaise) : Flers, Laval, Thury-Harcourt, Condé-sur-Noireau, Fontenay-le-Marmion (élément du futur contournement sud de Caen)
- 4 Castine-en-Plaine (RD 41) : Castine-en-Plaine, Le Castelet, Fontenay-le-Marmion
- 5 La Jalousie (RD 23) : Saint-Sylvain, Saint-Aignan-de-Cramesnil, Bretteville-sur-Laize, Cintheaux
- 6 Haut-Mesnil (RD 132) : Gouvix, Cauvicourt, Urville, Cintheaux, Saint-Sylvain
- 7 Grainville-Langannerie (RD 131) : Grainville-Langannerie, Estrées-la-Campagne, Ussy
- 8 Potigny (RD 658) : Potigny, Soumont-Saint-Quentin
- 9 Bons-Tassilly (RD 658) (demi-échangeur, depuis et vers Caen) : Bons-Tassilly, Soulangy, Saint-Pierre-Canivet, Épaney
- Aire de repos de Soulangy (dans les deux sens)
- 10 Falaise - nord (RD 658) à 48 km : Falaise, Aubigny, Saint-Pierre-sur-Dives

### A88
Section concédée à Alicorne et payante (sauf les sorties 11.1 et 14 à 15).
- 11 Falaise - ouest (RD 511) à 45 km : Falaise, Pont-d'Ouilly, Putanges-Pont-Écrepin, Condé-sur-Noireau
  -   La RN 158 devient A88 
  -  Après contournement de Falaise et virage.
- 11.1 Falaise - sud (RD 658) à 40 km : Falaise, Alençon par RD, Argentan par RD (demi-échangeur, depuis et vers Falaise)
- 12 Nécy (RD 958) à 35 km : Nécy, Rônai
  -  Avant péage.
  -  Avant péage.
  -  Arrivé au péage.
- péage de Rônai (à système ouvert)
  -  Après le péage.
- 13 Argentan - ouest (RD 924) +  Aire de service du Pays d'Argentan (dans les deux sens) à 22 km : Dreux, Flers, Bagnoles-de-l'Orne, La Ferté Macé, Argentan - centre
- 14 Argentan - sud (RD 958) à 16 km : Argentan (demi-échangeur, depuis et vers Sées)
- 15 Mortrée à 10 km : Mortrée, Haras du Pin
- 16 Sées - nord à 1 km : Sées, Mortagne-au-Perche

Section concédée à Alis et payante.
- Avant péage.
  -  Avant péage.
  -  Arrivé au péage.
- péage de Sées (à système fermé intégré au réseau de l'A28).
  -  Portion courte et échangeur proche, après le péage.
- Échangeur entre A28 et A88 : Le Havre, Rouen, Lisieux, Tours, Le Mans, Alençon
  - Fin de l'A88.

## Lieux sensibles
(uniquement les lieux à bouchons et les pentes dangereuses) :
Ralentissements le vendredi soir dans la bretelle de sortie 13 (Argentan Ouest) et au Péage de Sées les samedis d'été.

## Ouvrages d'art exceptionnels
| Nom              | Longueur  | Date de construction   | Lieu              |
| ---------------- | --------- | ---------------------- | ----------------- |
| Viaduc de l'Ante | 2 x 170 m | 1991-1992 et 2005-2006 | Falaise           |
| Viaduc de l'Orne | 2 x 350 m | 2009-2010              | Fontenai-sur-Orne |